# 제시카 프리드리히
제시카 프리드리히 (본명 지리 프리드리히)는 빙엄턴 대학교의 교수로, 전문분야는 디지털 이미지 내 데이터 은닉 기술이다. 제시카 프리드리히는 스피드큐빙으로 알려진 루빅스 큐브 해법들 중 가장 많이 사용되는 방법들 중 하나인 CFOP 해법을 문서화하고 대중화한 것으로 알려져 있다. 이러한 이유로 CFOP 해법은 '프리드리히 해법'으로 불리기도 한다. 그녀는 라르스 페트루스 와 함께 스피드큐빙의 선구자 중 한 명으로 여겨진다.

## 스피드큐빙
제시카 프리드리히는 16세인 1981년 3월에 처음으로 루빅스 큐브를 보았습니다. 제시카 프리드리히는 당시 공산주의 체코슬로바키아 하에 루빅스 큐브를 즉시 구매할 수 없었으나,  7월에 그 지역에 방문 온 프랑스 가족으로부터 얻을 수 있었다. 이후 프리드리히는 체코 출판물로부터 기본적인 Layer-By-Layer 해법을 학습하기 시작하였고, 9월경에는 큐브 풀이 시간이 평균 1분 정도에 도달하였다.
1982년 5월에 전국 선수권 대회가 개최되었으며, 제시카 프리드리히의 평균 풀이 시간은 대략 25초 정도였다. 대회 참가자들 중 미렉 골잔(Mirek Goljan)을 포함한 5명의 큐버가 결승에 진출했다. 이 대회에서 프리드리히는 1라운드와 2라운드에서 모두 승리를 거두었고, 미렉 골잔은 3라운드 및 최종 라운드에서 우승을 차지하였으며, 프리드리히는 2라운드의 23.55초 기록으로 인해 상위권에 위치하게 되었다. 이 후 1982년 부다페스트에서 열린 루빅큐브 세계 선수권 대회에 참가하여 최고 기록 29.11초로 10위를 차지하였다.

## 직업
제시카 프리드리히는 미국 뉴욕주의 빙엄턴 대학교의 전기 및 컴퓨터 공학과 교수이며 전문분야는 디지털 워터마킹 및 포렌식 분야이다. 그녀는 1987년 프라하 체코 공과대학 에서 응용수학 석사 학위를 받았고, 1995년 빙엄턴 대학에서 시스템 과학 박사 학위를 받았습니다. 2018년에 미국 발명가 아카데미 회원으로 선출되었습니다.
1. ↑  “Jessica Fridrich - Speedsolving.com Wiki”. 《www.speedsolving.com》. 2023년 8월 15일에 확인함.
2. 1 2  “Jessica Fridrich”. Hindawi Publishing Corporation. 2002년 2월 14일. 2018년 7월 16일에 원본 문서에서 보존된 문서. 2012년 4월 19일에 확인함.
3. ↑  Bio:Jessica Fridrich 보관됨 2010-03-04 - 웨이백 머신, Binghamton University
4. ↑  Flores, Rachel (2018년 12월 12일). “Binghamton University faculty member elected Fellow of the National Academy of Inventors”. Binghamton University. 2022년 1월 4일에 확인함.